# لوسی ایوب
لوسی ایوب (عربی: لوسي ايوب؛ زادهٔ ژوئن ۱۹۹۲ (۳۲ سال)) نویسنده، و مجری تلویزیون اهل اسرائیل است. وی از سال ۲۰۱۶ میلادی تاکنون مشغول فعالیت بوده‌است.